# Psycho-Pass: Inspector Shinya Kōgami
Psycho-Pass: Inspector Shinya Kōgami (PSYCHO-PASS 監視官 狡噛慎也 Saiko Pasu Kanshikan Kōgami?) es una serie de manga escrita por Midori Gotō e ilustrada por Natsuo Sai. El manga es una precuela de la serie de anime Psycho-Pass de 2012 de Production I.G, y se centra en el pasado de Shinya Kōgami, un inspector que trabaja para la División de Investigación Criminal de la Oficina de Seguridad Pública, en contraste con su caracterización más oscura de la serie de televisión, donde es reconocido por el Sistema Sybil como un criminal.
La serie fue publicada por Mag Garden entre 2014 y 2017, alcanzando un total de seis volúmenes recopilados. Fue licenciada para su publicación en inglés en Estados Unidos por Dark Horse Comics. Aunque la serie fue bien recibida en Japón gracias a sus ventas, las reseñas de la misma fueron mixtas debido a la caracterización de Shinya, ya que no se lo consideraba tan llamativo como en el anime.

## Sinopsis
Ocho años antes de los acontecimientos de Psycho-Pass, el inspector Shinya Kōgami trabaja como detective en la División de Investigación Criminal de la Oficina de Seguridad Pública que controla el Sistema Sybil. Trabaja en la tercera unidad con el inspector Yoshitoshi Waku y los agentes Tomomi Masaoka, Naoto Kurata, Hina Amari y Tsubasa Torii, así como la analista Maru.

## Publicación
Psycho-Pass: Inspector Shinya Kōgami se serializó en la revista Monthly Comic Blade de Mag Garden desde el 30 de junio hasta el 30 de julio de 2014, fecha en la que la revista cesó su publicación. Luego, la serie comenzó a publicarse en Monthly Comic Garden desde el 5 de septiembre de 2014 al 4 de noviembre de 2017. Mag Garden recopiló sus capítulos en seis volúmenes tankōbon, publicados desde el 10 de octubre de 2014, hasta el 10 de enero de 2018.

### Lista de volúmenes
| N.º | Título      | Fecha de lanzamiento    | ISBN original     |
| --- | ----------- | ----------------------- | ----------------- |
| 1   | «Volumen 1» | 10 de octubre de 2014   | 978-4-8000-0368-3 |
| 2   | «Volumen 2» | 10 de abril de 2015     | 978-4-8000-0425-3 |
| 3   | «Volumen 3» | 10 de diciembre de 2015 | 978-4-8000-0522-9 |
| 5   | «Volumen 4» | 26 de octubre de 2018   | 978-4-04-065186-6 |
| 5   | «Volumen 5» | 10 de julio de 2017     | 978-1-50672-225-2 |
| 6   | «Volumen 6» | 10 de enero de 2018     | 978-4-8000-0740-7 |